# 華里士
華里士准將（英語：Brigadier Cedric Wallis，1896年3月7日—1982年10月20日），英國陸軍和英屬印度陸軍軍官，1941年12月參與香港保衛戰，先後指揮駐港英軍「大陸旅」和「東旅」。
華里士1914年加入英國陸軍，參與第一次世界大戰，曾於法國等地作戰，並因傷導致左眼失明。1917年，他轉入英屬印度陸軍，起初於伊拉克作戰，一戰尾聲出任摩蘇爾總政治主任，及後再被調派到波斯西南部工作。一戰結束後，他長期駐守印度南部和緬甸，1939年二戰爆發後在孟買出任內部安全部隊指揮官。
1940年，華里士奉調來香港出任第7拉吉普軍團第5營營長，同時軍階由中校晉升為准將。1941年9月，新任駐港三軍司令莫德庇少將抵港履新，重新部署香港防務，適逢當時加拿大援軍於同年11月抵港，莫德庇遂把駐港英軍分成「大陸旅」和「港島旅」，前者負責佈防九龍和新界地區，後者則負責香港島地區，而華里士則出任「大陸旅」旅長。華里士一直認為香港守備薄弱，而且不滿軍中上下普遍缺乏備戰意識，於是在「大陸旅」組成後立即加強醉酒灣防線的防務，以防深圳河以北的日軍一旦對香港展開侵略。
豈料在1941年12月8日，日軍隨太平洋戰爭爆發而展開對香港的侵略，香港保衛戰一觸即發。面對日軍的大舉進攻，醉酒灣防線不消數天便告崩潰，而華里士的「大陸旅」更在12月13日全數撤到港島地區，標誌著九龍和新界的全境陷落。此後，莫德庇重新調配駐港英軍，並把守軍改組為「東旅」和「西旅」，前者繼續由華里士擔任旅長，負責守衛港島東面地區。可是，華里士的「東旅」未能阻擋日軍於12月18日登陸港島，進而導致其在翌日進擊「西旅」位於港島中部黃泥涌峽的陣地。
隨著日軍的步步進逼，「東旅」與「西旅」逐步被日軍分隔，「東旅」更被迫退至港島南部的淺水灣和赤柱一帶，到戰事尾聲再進一步撤退到赤柱半島。香港總督楊慕琦爵士在1941年12月25日下午宣佈無條件投降後，華里士因消息阻隔的關係，繼續與日軍戰鬥，到12月26日清晨才決定「東旅」全體投降。香港淪陷後，華里士以戰俘身後先後被拘禁於香港和台灣兩地，到1945年日本無條件投降後始獲釋放。華里士在香港保衛戰後期拒絕旗下加拿大來福槍營提出要求撤退的建議，並在後來命令來福槍營冒死反攻，造成百多人陣亡；以及在戰事早期未能守住醉酒灣防線城門碉堡等事件，均引起後世的正反爭論。他在戰後向陸軍部提交的戰時日記，則對加拿大援軍的表現予以嚴厲批評。

## 生平

### 早年生涯
華里士1896年3月7日生於英國諾定咸，是亞瑟·沃利斯（Arthur Wallis）之子。1914年，第一次世界大戰爆發，時年18歲的華里士應募加入皇家騎兵衛隊（Royal Horse Guards）擔任騎兵，其後於舍伍德林地軍團（Sherwood Foresters）受任為軍官，後來他跟隨蘭開夏軍團（Lancashire Regiment）到法國作戰，期間因傷導致左眼失明，從此戴上深色單眼鏡或黑色單眼罩成為他的一大外貌特徵。1917年，華里士轉入印度陸軍，起初獲派到伊拉克作戰，一戰臨近尾聲的時候獲委任為摩蘇爾的總政治主任，及後再被調派到波斯（伊朗前身）西南部工作。
一戰結束後，華里士先後長期駐守印度南部和緬甸，1939年9月第二次世界大戰爆發後在孟買出任內部安全部隊指揮官。華里士在軍中服役多年來屢獲英廷頒授軍事獎章，當中包括因為參與一次大戰而獲頒授的1914年至1915年星章、英國戰爭獎章和聯盟勝利獎章，另外又憑藉在伊拉克的服役表現獲頒1918年版一般服務獎章，其中勳章附有橫條注明「伊拉克和庫爾德斯坦」的字樣。

### 派駐香港

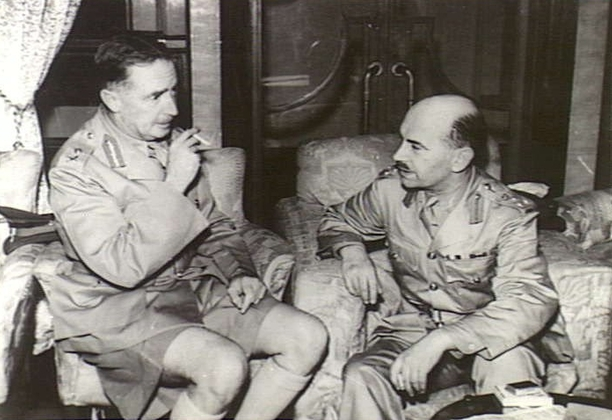
莫德庇少將（左）與羅遜准將

戰前的英軍部署

1940年，華里士由印度孟買調往香港，擔任主要由印籍英兵組成的第7拉吉普軍團（7th Rajput Regiment）第5營營長，同時軍階由中校晉升為准將（本地）。當時遠東戰雲密佈，日本自1937年7月起向中國發動侵略戰爭，到1938年10月廣州淪陷，日軍兵臨香港的深圳河邊境，再加上第二次世界大戰在1939年9月爆發，使香港的處境更形嚴峻。可是，英政府一方面認為香港無險可守，多次拒絕全面增兵香港；另一方面軍方情報以至是香港社會都普遍認為日本不會對英國宣戰，結果造成香港守備不足。
1941年7月，莫德庇少將抵港出任駐港英軍司令，到9月的時候，駐港陸軍主要由皇家蘇格蘭人軍團（Royal Scots）第2營、米杜息士軍團（Middlesex Regiment）第1營、第7拉吉普軍團第5營和第14旁遮普軍團（14th Punjabis Regiment）第2營四個營組成；同年11月，加拿大政府派出加拿大來福槍營第1營和溫尼柏榴彈兵（Winnipeg Grenadiers）第1營增援香港，再加上本身駐守香港的一營香港防衛軍、一連香港華人軍團、四團砲兵、三連工兵和若干後勤部隊，駐港守軍大約共有一萬多人。
有別於軍中普遍怠於守備的風氣，華里士來港後很快已認為駐港英軍應把握時間加緊密集訓練，而不是把時間花費到大大小小的雞尾酒會上。適逢加拿大援軍在1941年11月抵港後，莫德庇重新部署駐港守軍，以應付日軍一旦對香港展開攻擊。其中，他把駐港英軍劃分成負責佈防九龍和新界地區的「大陸旅」，主要由蘇格蘭營、拉吉普營和旁遮普營組成，並委派華里士擔任旅長；至於負責佈防香港島的「港島旅」則由加拿大援軍指揮羅遜准將掌管，下轄米杜息士營、溫尼柏營、來福槍營和香港防衛軍等。
「大陸旅」本來計劃先到深圳河邊境駐紮，但華里士堅持先做好防務工作，比任何事務都更為重要，因此他決定把駐紮邊境的計劃押後到同年聖誕節之後，並把「大陸旅」調防到分隔九龍和新界的醉酒灣防線，以便讓守軍盡快適應防線的環境。醉酒灣防線西起新界葵涌，橫跨接壤九龍和新界一帶的山嶺，一直伸延至東邊的西貢牛尾海，全長約18公里；其中，華里士把蘇格蘭營調派到防線西部及城門碉堡的要塞，同時負責掩護大帽山南面山坡一帶，而旁遮普營和拉吉普營則分別負責駐守防線中部和東部。然而，雖然「大陸旅」以蘇格蘭營經驗最豐富、作戰能力最強，可是營中多人卻染上瘧疾，再加上防線蚊患嚴重，都使「大陸旅」的防守能力遭到削弱。

### 香港保衛戰
1941年12月7日，日本偷襲珍珠港，太平洋戰爭爆發，數小時後，日軍於12月8日凌晨時份進犯香港，香港保衛戰一觸即發，香港轉眼間由原來歌舞昇平的景況進入了戰爭狀態。日軍開戰後，一方面派出空軍空襲位於九龍市區的啟德機場一帶，另一方面派出陸軍橫越深圳河南下，到12月8日晚上已迫近醉酒灣防線。翌日，日軍與駐守醉酒灣防線的蘇格蘭營交戰，並在晚間時份成功攻入城門碉堡，碉堡最終於12月10日凌晨時份失守陷落。華里士曾於12月10日凌晨和早上兩度與身在香港島的駐港英軍司令莫德庇少將聯繫，商討反攻城門碉堡，但都因為兵力不足作罷，而餘下的蘇格蘭營軍員則被撤到附近的金山。
此後，鑑於駐港守軍寡不敵眾，「大陸旅」邊戰邊退；當中，蘇格蘭營各連士兵由金山和青山道等處的陣地逐步撤退到佐敦道碼頭和九龍城碼頭，然後成功於12月11日晚到12月12日凌晨時份陸續撤退到香港島；至於原本駐防醉酒灣防線中部和東部的旁遮普營和拉吉普營，也經過多重交戰後，循油塘魔鬼山和尖沙咀碼頭渡過維多利亞港，於12月12日清晨全數撤退到香港島。華里士等「大陸旅」指揮人員則於12月11日晚離開九龍窩打老道陣地，從九龍城登艦到魔鬼山另設總部，到翌日晚上莫德庇下令留在魔鬼山的人員全體撤離後，他最終在12月13日早上撤退到港島一方，至此，九龍及新界全境已落入日軍手上。

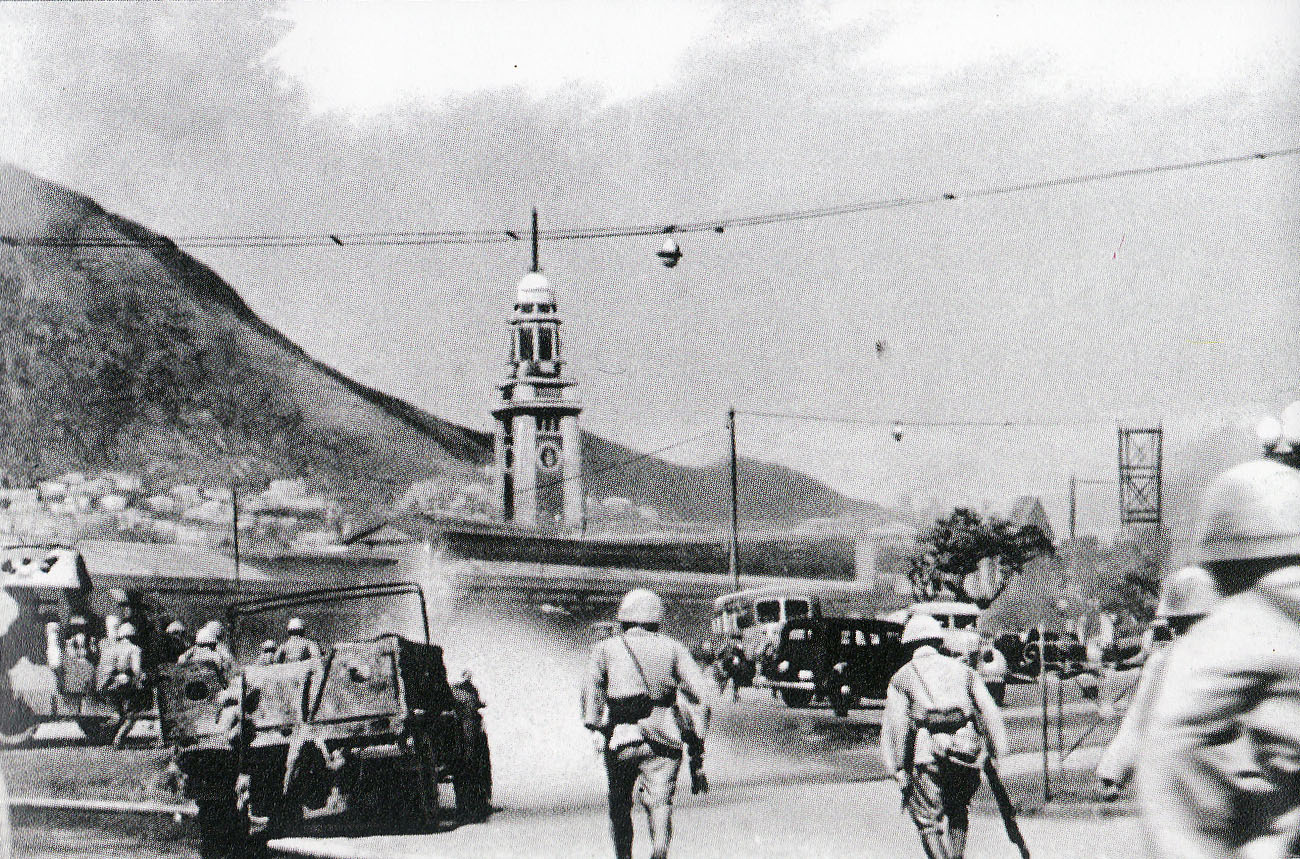
日軍於1941年12月12日早上攻入尖沙咀

圖中顯示九龍半島（上）、維多利亞港（中）和香港島北岸（下）各地要點

日軍逐步分隔「東旅」和「西旅」的示意圖

九龍和新界全境陷落前，莫德庇已開始與「港島旅」指揮羅遜准將商討把「港島旅」重整為「東旅」和「西旅」，以便因應「大陸旅」撤回港島而作出相應的佈防調動。及至12月14日，「東旅」和「西旅」已經成形，當中「東旅」由拉吉普營和來福槍營組成，由駐紮於大潭峽的華里士擔任旅長；「西旅」由蘇格蘭營、旁遮普營和溫尼柏營組成，由駐紮於港島中部黃泥涌峽的羅遜擔任旅長；至於香港防衛軍則駐防於「東旅」和「西旅」之間，大概涵蓋跑馬地、渣甸山、黃泥涌水塘至舂坎角一帶，同時向兩旅提供支援。鑑於華里士一直駐防九龍和新界地區，對港島佈局缺乏深入認識，再加上他從未與來福槍營合作，均局限他對「東旅」的部署能力。
日軍佔領九龍和新界後，持續對港島展開空襲，但礙於需時制訂對港島的進攻計劃，再加上要視察合適的登陸點，所以未有展開進一步的攻擊。到12月18日，日軍終於行動，砲擊港島北岸，導致北角油庫等多處地方起火並產生大量濃煙，日軍遂乘機以濃煙作掩護，於入夜後展開登陸計劃，率先成功登陸太古、北角、愛秩序灣和寶馬角多個由「東旅」管轄的地點，並與華里士麾下的拉吉普營和來福槍營展開激戰。經過連番戰鬥，日軍憑藉人多的優勢，於12月18日深夜至19日凌晨時份逐漸取得上風，瓦解了港島東北岸的防線，迫使駐港英軍退守到渣甸山和銅鑼灣禮頓山一帶。當時，駐紮於黃泥涌峽的「西旅」旅長羅遜一度以為日軍的進攻計劃經過一輪交戰後已經受阻，於是著手佈防市區，豈料到12月19日清早，日軍三支聯隊已迫近黃泥涌峽的「西旅」陣地，展開圍攻；羅遜在該場戰事中陣亡，日軍更於中午時份成功控制黃泥涌峽的出入口，同時攻下「西旅」旅部。羅遜被圍期間，身在大潭峽的華里士曾應要求派出一小隊義勇軍往西救援，惟兩方相距兩英里之遙，加上山路險峻，義勇軍最終無功而還。
日軍的步步進迫，逐步將「西旅」和華里士的「東旅」之間的聯繫割斷，當時「西旅」漸漸退到了港島西南部、港島北部和維多利亞城一帶，而華里士則把「東旅」退到港島南部的淺水灣和赤柱一帶，形勢日見孤立。期間「西旅」和「東旅」均多次反攻，試圖重奪黃泥涌峽，但都因為寡不敵眾而無功而還。12月20日早上，日軍開始進擊淺水灣，與以淺水灣酒店為據點的「東旅」守軍展開激戰，翌日，另一批位於赤柱的「東旅」守軍也向已經進佔大潭道的日軍反擊，但隨著日軍大舉進犯，「東旅」形勢處於下風。及至12月21日下午，莫德庇眼見「東旅」與「西旅」均已陷入困難局面，戰敗只是遲早問題，於是托請時任香港總督楊慕琦爵士電告倫敦方面，考慮准予香港投降。然而，英政府方面不願香港過早投降而影響英軍在東南亞地區的士氣，結果在同日深夜向港府回電，指令要繼續作戰。
12月22日上午，日軍終於控制港島南部的主要幹道淺水灣道，正式切斷了「西旅」和「東旅」的最後聯繫。到下午時份，由於淺水灣酒店的糧草和食水已經斷絕，華里士考慮到酒店內的婦孺安危，決定英軍撤出酒店，並容許留守於酒店內的平民向日軍投降，酒店最終在12月22日深夜向日軍投降。至於在赤柱方面，日軍也在同日中午和下午向赤柱進攻，驅逐了駐防赤柱外圍的英軍，同時威脅到處於赤柱外圍馬坑山的來福槍營指揮部。當時來福槍營營長荷姆（William J. Home）在戰局已定的情況下，提議將馬坑山的加拿大士兵撤走，以減少來福槍營的人命損失；但華里士卻認為馬坑山是守備赤柱半島的要地，故此予以否決，兩人的衝突因此逐步升溫。有關加拿大援軍人命犧牲的爭議，此後一直持續不息。
12月23日上午，「東旅」英軍與日軍再次在赤柱外圍展開激戰，稍後日軍一度暫緩進攻以便作出調配，但華里士也不得不趁機收縮防線。此時，華里士與荷姆的分歧繼續擴大，荷姆認為應將部隊後撤至赤柱村，並考慮投降，但華里士卻根據莫德庇覆電的指令，堅持繼續堅守。未幾，日軍恢復進攻，英軍被迫退入赤柱，並在赤柱村及來福槍營陣地的聖士提反書院後方，部署前後兩道防線。其後，日軍晝夜砲擊赤柱，並於12月24日下午攻向赤柱村防線。潰敗的英軍退到聖士提反書院後方，而報復心切的日軍在進佔聖士提反書院後，更大舉屠殺留在書院的傷兵和護士。
12月25日聖誕節凌晨，華里士接獲莫德庇覆電，指令「東旅」要繼續抵抗。當時赤柱英軍尚有香港防衛軍、米杜息士營及砲兵守在外圍防線，但荷姆卻反對華里士派出來福槍營增援。同日上午，日軍一度暫時停火，給予時間讓楊慕琦考慮投降，而華里士也在上午9時30分收到總司令部下令停火的命令。不過，當華里士要求總司令部確認時，卻遲遲未收到回覆。不久以後，由於「西旅」司令部的通訊中斷，華里士遂指派來福槍營D連連長反攻聖士提反書院，這批部隊隨後在正午時份於書院外與日軍激戰，造成過百人陣亡。
事實上，當時「西旅」位於港島北部和西南部的餘部也經已處於潰敗邊緣，而雖然港督楊慕琦在中午決定拒絕投降，但隨著日軍在下午恢復大規模攻擊後，楊慕琦惟有改變主意，向日軍無條件投降，標誌著歷時17天的香港保衛戰結束，而楊慕琦投降當天，則被稱為香港的「黑色聖誕節」。港督楊慕琦投降後，華里士要到12月25日晚上8時才從日軍派出的英軍俘虜接獲香港已經投降的消息，但他認為消息並不可信。直到12月26日凌晨，華里士的副官把米杜息士營營長的投降手令帶回，他始接受香港投降的消息，即時命令「東旅」全體停火投降，並繳出所有武器，至此香港保衛戰的所有戰事才告結束。

### 戰俘與戰後
華里士與其他駐港英軍將士在香港淪陷後淪為日軍戰俘，鑑於他在戰事期間受傷，情況頗為嚴重，因此他在投降後一度獲准於寶雲道前英軍醫院接受皮膚移植手術，休養多時，到1942年4月11日出院，旋被移送到深水埗集中營，一星期後再被轉送往亞皆老街集中營，被安排與莫德庇等被俘英軍高層同房，過著被拘禁的生活。1943年8月4日，華里士及莫德庇等14名英軍高層，連同他們的隨員合共21人，被日方指為牽涉英軍服務團的非法活動，被著令轉送往臺灣繼續監禁，並於同年8月9日抵達臺南州的白河戰俘營。於1944年10月，華里士同英軍高層被送至日本，並在別府逗留至11月，其後再轉往南朝鮮，再送至滿洲鄭家屯戰俘營。在該村莊經歷數月監禁後，他們於1945年5月20日被送往奉天俘虜收容所，並在該處的工廠工作。1945年8月日本無條件投降後，華里士一行人始獲釋放。
被拘禁於亞皆老街集中營期間，雖然莫德庇與華里士等人遭到日軍監控，但莫德庇仍成功在營內就香港保衛戰期間城門碉堡失守一事展開秘密研訊，還對香港保衛戰的戰事經過撰寫報告書，報告書寫成後被埋藏於營內某處，以防日方發現，到戰後始獲出土，重見天日。與此同時，華里士在營內也從自己的角度撰寫兩部共220頁紀錄香港保衛戰的日記手稿；他把手稿藏於一個隨身的木箱暗格，並避過日軍搜查，得以把日記手稿保存到二戰結束以後。
二戰結束後，莫德庇在1945年11月把他的報告書提交陸軍部省覽，該份原訂於1946年初刊於《倫敦憲報》的報告書從沒有參考由華里士撰寫的日記，另外還對加拿大援軍的表現加以批評。經軍方高層介入後，報告書中批評加拿大援軍的段落遭到移除，而報告書則延至1948年1月29日才對外發表。此外，對於莫德庇在報告書中沒有提及華里士在香港投降後仍孤軍抵抗11小時，也引起了華里士的不滿。至於華里士的日記手稿則於1948年7月送交陸軍部，與莫德庇的報告書一樣，華里士在日記中對加拿大援軍予以嚴厲抨擊，而不論是報告書抑或是日記的內容準確性，均引起後世研究的正反爭論。
無論如何，英廷為了肯定華里士在香港保衛戰期間的工作，在二戰後分別頒授他1939年至1945年星章、太平洋星章、防衛獎章和1939年至1945年大戰獎章。1946年4月4日，他連同其他部份曾參與香港保衛戰的將士，獲得英皇喬治六世透過《倫敦憲報》副刊作傳令褒獎，他的1939年至1945年大戰獎章附有一枚橡葉勳扣，即象徵有關的傳令褒獎。
華里士在日本投降後，從滿洲被運送至馬尼拉。他因希望前往印度探訪第7拉吉普軍團第5營生還者，而拒絕了軍方送他回英國的安排。華里士最後在勒克瑙會見戰友後返回英國。華里士在二戰後退出陸軍，移民加拿大溫哥華，在那裡經營管理人員職業介紹業務，擔任經理。他在加拿大沒有再高調談論和宣傳他的戰時日記，以免遭受加拿大人的聲討。華里士晚年在溫哥華過著平靜的退休生活，患有動脈硬化的他在1982年10月20日因急性腦出血在溫哥華逝世，終年86歲。死後他的遺體經火化後葬於溫哥華，後來再移葬於德國漢堡，與第二任妻子長眠當地。

## 個人生活
華里士1920年於英國倫敦漢諾威廣場聖喬治教堂迎娶安潔拉·范德沃弗（Angela Van de Wouwer）為妻，兩人育有一名女兒，名叫安潔拉·沃利斯（Angela Wallis）。華里士後來再娶來自德國漢堡的英格堡·祖貝（Ingeborg Subbe）為第二任妻子。英格堡1925年3月24日出生，2010年6月25日因心臟衰竭卒於加拿大溫哥華市內的溫哥華全科醫院，終年85歲，死後遺體歸葬於德國漢堡，與丈夫合葬。

## 榮譽
- 1914年至1915年星章[4]
- 英國戰爭獎章[4]
- 聯盟勝利獎章[4]
- 1918年版一般服務獎章（附有橫條注明「伊拉克和庫爾德斯坦」字樣）[4]
- 1939年至1945年星章[4]
- 太平洋星章[4]
- 防衛獎章[4]
- 1939年至1945年大戰獎章（附有一枚橡葉勳扣）[4]
- 傳令褒獎 （1946年4月4日[5]）

## 注腳
1. 1 2 3 4  "Registration of Death: Cedric Wallis" (22 October 1982)
2. 1 2 3 4  Lai (2014), p.11.
3. 1 2 3 4 5 6  Lindsay and Harris (2005), p.60.
4. 1 2 3 4 5 6 7 8 9 10 11  "June 2014" (retrieved on 1 November 2014)
5. 1 2 3  "Supplement to Issue 37521 （页面存档备份，存于）", London Gazette, 2 April 1946, p.1672.
6. 1 2 3 4  Poy (1999)
7. 1 2 3 4 5  Lindsay and Harris (2005), pp.59-60.
8. ↑  Lindsay and Harris (2005), p.37.
9. ↑  Lindsay and Harris (2005), pp.60-61.
10. ↑  Lindsay and Harris (2005), p.61.
11. ↑  鄺智文、蔡耀倫（2013年），頁159。
12. ↑  鄺智文、蔡耀倫（2013年），頁161至162、頁173。
13. ↑  鄺智文、蔡耀倫（2013年），頁187至188。
14. ↑  鄺智文、蔡耀倫（2013年），頁190至191。
15. ↑  鄺智文、蔡耀倫（2013年），頁192至199。
16. 1 2  鄺智文、蔡耀倫（2013年），頁198至200。
17. ↑  鄺智文、蔡耀倫（2013年），頁232至235。
18. 1 2 3 4  Lindsay and Harris (2005), p.89.
19. ↑  鄺智文、蔡耀倫（2013年），頁218至219。
20. ↑  鄺智文、蔡耀倫（2013年），頁224至226。
21. ↑  鄺智文、蔡耀倫（2013年），頁238至239。
22. ↑  鄺智文、蔡耀倫（2013年），頁239至240。
23. ↑  鄺智文、蔡耀倫（2013年），頁245。
24. ↑  Lindsay and Harris (2005), p.108.
25. 1 2  鄺智文、蔡耀倫（2013年），頁248至252。
26. ↑  鄺智文、蔡耀倫（2013年），頁252至254。
27. ↑  鄺智文、蔡耀倫（2013年），頁259至261。
28. ↑  鄺智文、蔡耀倫（2013年），頁263至265。
29. 1 2  鄺智文、蔡耀倫（2013年），頁268至269、頁271。
30. ↑  鄺智文、蔡耀倫（2013年），頁269。
31. ↑  鄺智文、蔡耀倫（2013年），頁274至275。
32. 1 2 3  鄺智文、蔡耀倫（2013年），頁276至281。
33. 1 2 3  鄺智文、蔡耀倫（2013年），頁280至283。
34. ↑  鄺智文、蔡耀倫（2013年），頁288。
35. 1 2  鄺智文、蔡耀倫（2013年），頁283及頁288。
36. 1 2 3 4 5 6  Lindsay and Harris (2005), p.149.
37. 1 2  Banham (2009), p.129.
38. ↑  Lindsay and Harris (2005), chpt. 21.
39. ↑  . Roll of Honour. FEPOW Family.   [2021-08-19]. （原始内容存档于2021-08-19）.
40. ↑  "Record of proceedings of Court of Enquiry held on 8 May 1942 in the prisoner of war camp in Argyle Street to investigate the circumstances leading to the loss of the Shing Mun Redoubt to the Japanese" (retrieved on 1 November 2014)
41. 1 2 3 4  Lindsay and Harris (2005), p.150.
42. ↑  Lindsay and Harris (2005), chpt. 25.
43. 1 2 3 4  "Obituary: Ingeborg WALLIS" (14 July 2010)
44. ↑  "Marriages Jun 1920: Van de Wouwer, Angela （页面存档备份，存于）", FreeBMD, retrieved on 1 November 2014.
45. ↑  "Births June 1927: Wallis, Angela M.E. （页面存档备份，存于）", FreeBMD, retrieved on 1 November 2014.

### 英文資料
- "Registration of Death: Cedric Wallis （页面存档备份，存于）". Province of British Columbia, Canada: Division of Vital Satistics, Department of Health, 22 October 1982.
- Poy, Vivienne, "Hong Kong, 1941-1945", China and Hong Kong History, Philately and Culture Society, 1 May 1999.
- Lindsay, Oliver, and, Harris, John R., The Battle for Hong Kong 1941-1945: Hostage to Fortune （页面存档备份，存于）. Staplehurst: Spellmount, 2005. ISBN 978-1-86227-315-3
- Banham, Tony, We Shall Suffer There: Hong Kong's Defenders Imprisoned, 1942-45 （页面存档备份，存于）. Hong Kong: Hong Kong University Press, 2009. ISBN 978-9-88220-424-9
- "Obituary: Ingeborg WALLIS （页面存档备份，存于）", The Vancouver Sun, 14 July 2010.
- Lai, Benjamin, Hong Kong 1941–45: First Strike in the Pacific War （页面存档备份，存于）. Oxford: Osprey Publishing, 2014. ISBN 978-1-78200-270-3
- "June 2014 （页面存档备份，存于）", Hong Kong War Diaries, retrieved on 1 November 2014.
- "Record of proceedings of Court of Enquiry held on 8 May 1942 in the prisoner of war camp in Argyle Street to investigate the circumstances leading to the loss of the Shing Mun Redoubt to the Japanese （页面存档备份，存于）", The National Archives, retrieved on 1 November 2014.

### 中文資料
- 鄺智文、蔡耀倫著，《孤獨前哨：太平洋戰爭中的香港戰役》。香港：天地圖書有限公司，2013年。ISBN 978-9-88825-434-7

## 外部連結
- The Generals of WWII （页面存档备份，存于）